# محمد بومحراث
محمد نور الدين بومحراث ولد في 22 اكتوبر 1938 هو عالم جزائري ووزير سابق في حكومة غزالي الأولى

## سيرة
محمد بومحراث هو دكتور في الرياضيات.
قام بإنشاء وتوجيه حتى عام 1991، المعهد الوطني للهندسة الميكانيكية في بومرداس، الذي تم تأسيسه بالشراكة مع المدرسة المركزية في باريس والمدرسة الوطنية العليا للفنون والتاريخ.
يدرس في المدرسة الوطنية للفنون التطبيقية في الجزائر والمعهد العالي للميكانيكا في باريس ومعهد تقنيات الإعلام الآلي في سيرجي.
هو وزير التكوين المهني والتمهين في حكومة غزالي الأولى.

## قائمة المراجع

### الكتب العلمية
- 1986 : آلان غوردين، محمد بومحراث، الطرق العددية التطبيقية، الطبعة المشتركة، مكتب النشر الجامعي (OPU) في الجزائر، دار نشر هيرميس للعلوم، باريس.
- 1993 : الجماعية، غرب البحر الأبيض المتوسط : ما استراتيجيات للمستقبل؟ وقائع مؤتمر Chateauvallon، 8-9 أكتوبر 1993. Paris، Publisud editions، 1994 (n ° 1).
- 1999 : آلان غوردين، محمد بومحراث، الطرق العددية التطبيقية، الطبعة المشتركة، مكتب النشر الجامعي (OPU) دالجير وهيرميس للعلوم، باريس.
- 1998 : آلان غوردين، محمد بومحراث، الطرق العددية التطبيقية، إصدارات برنتيس هول.

### بضائع
- "Temoignage de M. Mohamed Nouredine boumahrat". DK News. 19-01-2015. مؤرشف من الأصل في 2019-12-22. اطلع عليه بتاريخ 26 décembre 2015. {{استشهاد ويب}}: تحقق من التاريخ في: |تاريخ الوصول= (مساعدة)